# Friedrich Ranke
Friedrich Ranke (* 21. September 1882 in Lübeck; † 11. Oktober 1950 in Basel) war ein deutscher Germanistischer Mediävist und Volkskundler. 

## Werdegang
Ranke war einer von drei Söhnen des Lübecker Theologen Leopold Friedrich Ranke und seiner Frau Julie, geb. von Bever (1850–1924). Seine Brüder waren der Ägyptologe Hermann und der Psychiater Otto.
Nach dem Abitur am Katharineum zu Lübeck zu Ostern 1901 (zusammen mit Joseph Carlebach) studierte Ranke zwischen 1902 und 1907 deutsche, englische sowie nordische Philologie an den Universitäten Göttingen (1902/03), München (1903/05) und Berlin (1905/07). In München beschäftigte er sich erstmals mit der volkskundlichen Erzählforschung bei Friedrich von der Leyen. In Berlin promovierte er mit der Arbeit Sprache und Stil im Wälschen Gast des Thomasin von Circlaria. 1910/11 folgte die Habilitation an der Universität Straßburg mit Der Erlöser in der Wiege. Während seines Studiums in Göttingen wurde er Mitglied der Schwarzburgbund-Verbindung Burschenschaft Germania.
Ab 1912 war Ranke Privatdozent in Göttingen. Im Ersten Weltkrieg verlieh der Senat der Hansestadt Lübeck den im 2. Kurhessischen Infanterie-Regiment Nr. 82 Kämpfenden das Lübeckische Hanseatenkreuz. 1917 wurde er in Göttingen Extraordinarius für germanische Philologie, 1921 Ordinarius für Germanistik an der Universität Königsberg. 1930 besetzte er den gleichnamigen Lehrstuhl an der Universität Breslau, wo er 1937 aufgrund einer Verleumdungsklage seines Kollegen Walther Steller „wegen nichtarischer Versippung“ vorübergehend in den Ruhestand gehen musste. Er war verheiratet mit Frieda, geb. Stein, der Schwester von Marie Stein-Ranke, die beide nach den Nürnberger Gesetzen als halbjüdisch galten.
1938 trat er daher an der Universität Basel als Professor für deutsche Philologie die Nachfolge Eduard Hoffmann-Krayers an. Er war der einzige Emigrant unter den deutschen Volkskundlern in der NS-Zeit.

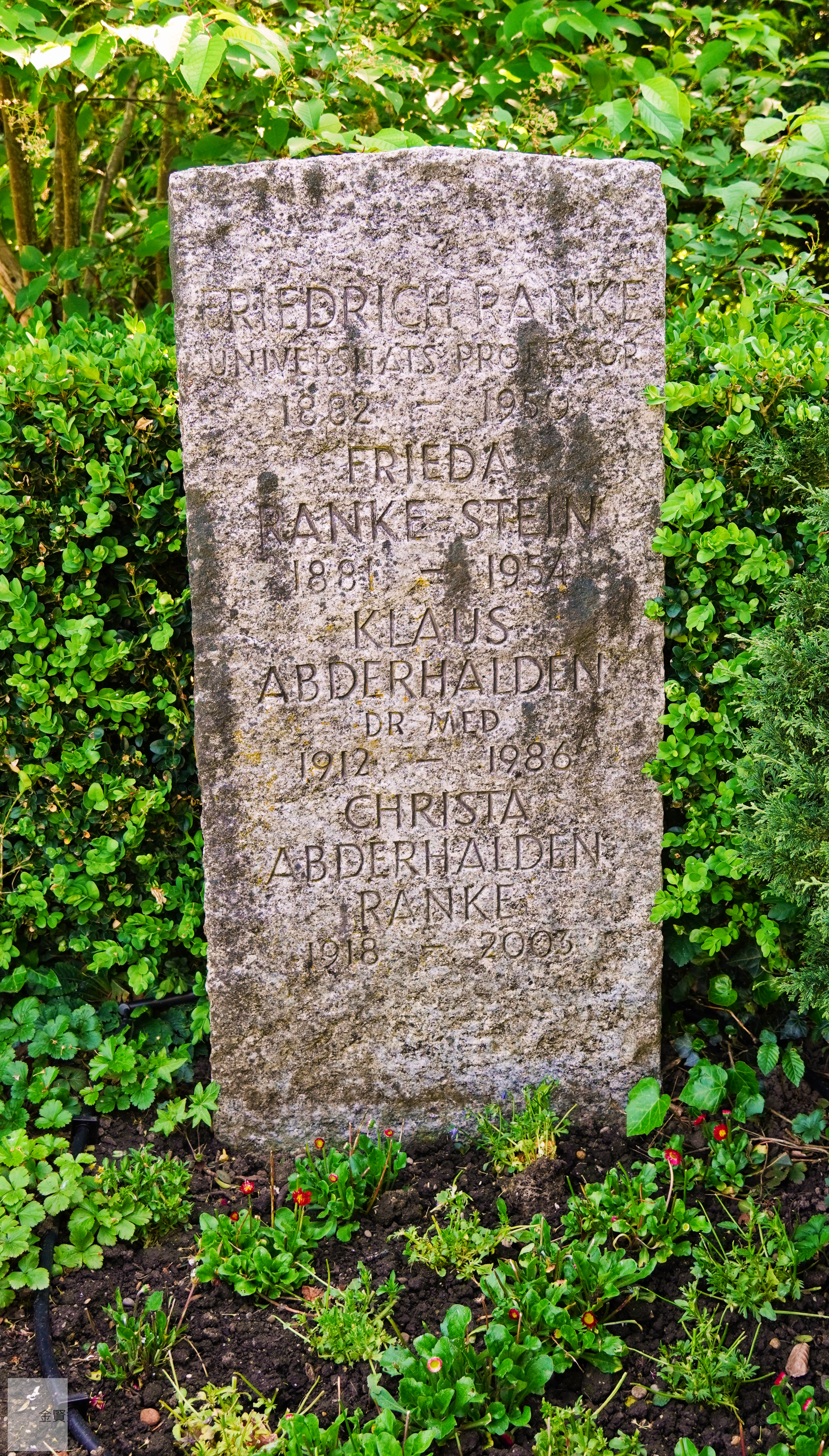
Grabstein von Friedrich Ranke

Sein Grab befindet sich auf dem Friedhof am Hörnli in Riehen BS.

## Publikationen (Auswahl)
- Sprache und Stil im Wälschen Gast des Thomassin von Circlaria. Diss. Berlin 1908 (online – Internet Archive).
- Die deutschen Volkssagen. München 1910. (Deutsches Sagenbuch; 4).
- Der Erlöser in der Wiege. Ein Beitrag zur deutschen Volkssagenforschung. München 1911 (online – Internet Archive).
- Tristan und Isold. München 1925. (Bücher des Mittelalters; 3).
- Die Allegorie der Minnegrotte in Gottfrieds Tristan. Berlin 1925. (Königsberger Gelehrte Gesellschaft / Geisteswissenschaftliche Klasse: Schriften der Königsberger Gelehrten Gesellschaft, Geisteswissenschaftliche Klasse; 2,2).
- Lieder Oswalds von Wolkenstein auf der Wanderung. In: Volkskundliche Gaben. John Meier zum siebzigsten Geburtstage dargebracht. De Gruyter, Berlin 1934, S. 157–166.
- Volkssagenforschung. Vorträge u. Aufsätze. Breslau 1935. (Deutschkundliche Arbeiten / A; 4).
- Altnordisches Elementarbuch. Schrifttum, Sprache, Texte mit Übersetzung und Wörterbuch. Berlin 1937. (Sammlung Göschen; 1115).
- Gott, Welt und Humanität in der deutschen Dichtung des Mittelalters. Basel 1952.
- Kleinere Schriften. Bern; München 1971. (Bibliotheca Germanica; 12).
- Die Überlieferung von Gottfrieds Tristan. Darmstadt 1974.